# 清华大学电机工程与应用电子技术系

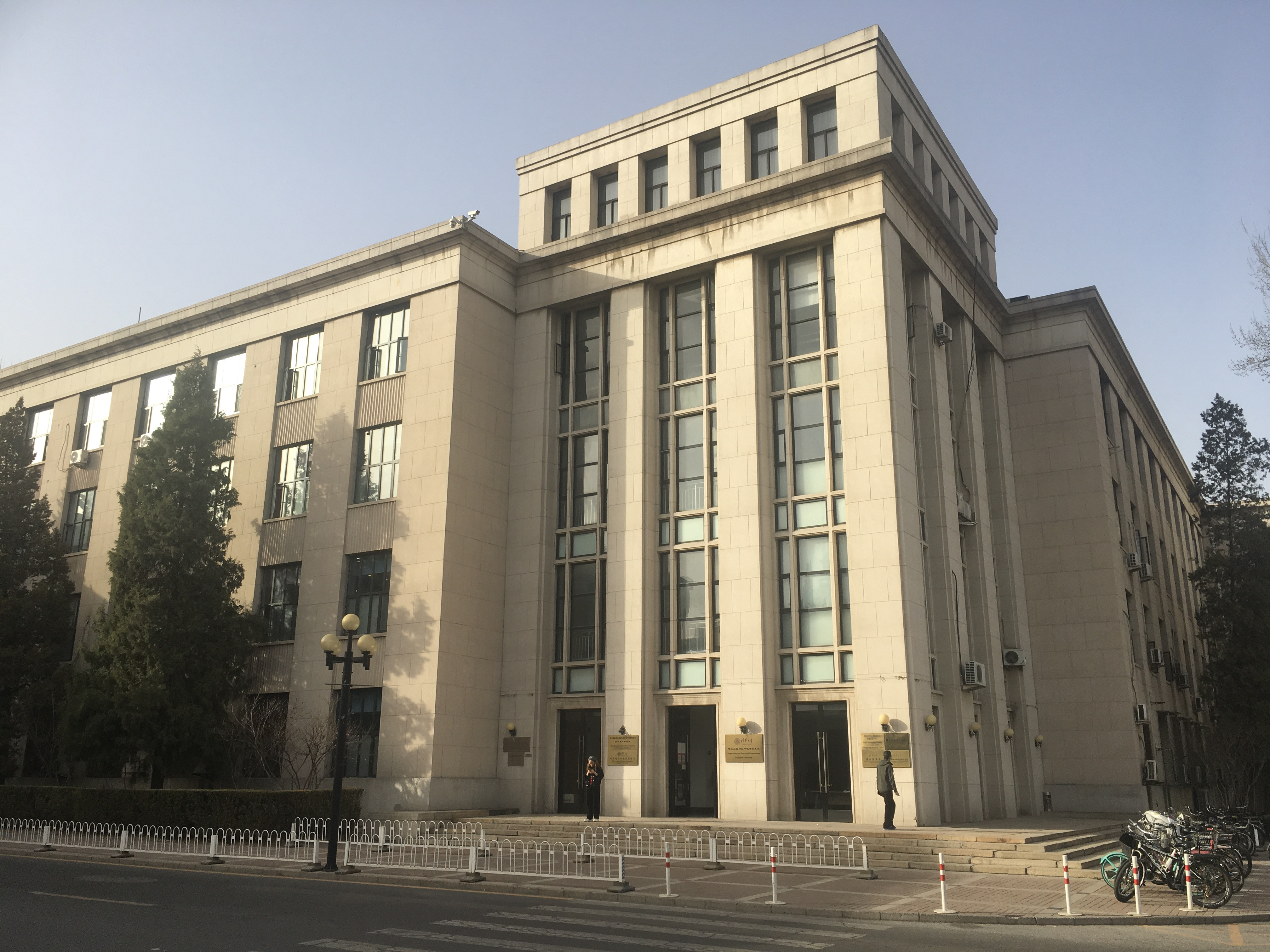
電機系系館西主樓

清华大学电机工程与应用电子技术系，简称电机系，原名电机工程系，是清华大学直属的一个系，是清华大学早期工科院系之一。电机系拥有电气工程一级学科，以及下属全部五个二级学科。

## 历史[4]
- 1932年秋，成立电机工程系。
- 1934年秋，划分为电力和电讯两个组，兴建电机工程馆。
- 1937年七七事变后，随校南迁至长沙临时大学。
- 1938年，迁往昆明，并入西南联合大学。
- 1939年，联大电机系附设电讯专修科。
- 1946年，返回清华园。
- 1952年，举办发电和输配电专修科。
- 1952年，电讯组独立出去成立无线电工程系。
- 1952年，北京大学工学院的电机工程系并入清华大学电机工程系。
- 1970年8月，电机系与其他院系重组为工业自动化系、电力工程系。
- 1978年11月，电力工程系分为电机工程系与热能工程系。
- 1988年，改名为“电机工程与应用电子技术系”。

## 机构
- 电力系统研究所
- 柔性输配电系统研究所
- 高电压及绝缘技术研究所
- 电力电子与电机系统研究所
- 电工新技术研究所
- 电工学教学组
- 计算机硬件及应用教学组

## 人物
- 顾毓琇
- 章名涛
- 高景德
- 朱镕基
- 黄菊
- 金怡濂
- 赵希正